# Tipula (Eremotipula) jongelhausi
Tipula (Eremotipula) jongelhausi is een tweevleugelige uit de familie langpootmuggen (Tipulidae). 
De soort komt voor in het Nearctisch gebied.
De soort was eerder bekend onder de naam Tipula (Eremotipula) maderensis (Lackschewitz, 1936)